# Lauris Strautmanis
Lauris Strautmanis (Tukums, 5 de junio de 1995) es un deportista letón que compite en tiro, en la modalidad de pistola.
Ganó una medalla de plata en el Campeonato Mundial de Tiro de 2023 y cuatro medallas en el Campeonato Europeo de Tiro entre los años 2017 y 2025. En los Juegos Europeos de Minsk 2019 consiguió dos medallas, plata en pistola 50 m mixto y bronce en pistola 10 m.

## Palmarés internacional
| Campeonato Mundial | Campeonato Mundial    | Campeonato Mundial | Campeonato Mundial    |
| Año                | Lugar                 | Medalla            | Prueba                |
| ------------------ | --------------------- | ------------------ | --------------------- |
| 2023               | Bakú (Azerbaiyán)     | Medalla de plata   | Pistola 50 m          |
| Juegos Europeos    |                       |                    |                       |
| Año                | Lugar                 | Medalla            | Prueba                |
| 2019               | Minsk (Bielorrusia)   | Medalla de plata   | Pistola 50 m mixto    |
| 2019               | Minsk (Bielorrusia)   | Medalla de bronce  | Pistola 10 m          |
| Campeonato Europeo |                       |                    |                       |
| Año                | Lugar                 | Medalla            | Prueba                |
| 2017               | Bakú (Azerbaiyán)     | Medalla de bronce  | Pistola 50 m          |
| 2022               | Breslavia (Polonia)   | Medalla de plata   | Pistola 50 m          |
| 2024               | Osijek (Croacia)      | Medalla de plata   | Pistola 50 m          |
| 2025               | Châteauroux (Francia) | Medalla de oro     | Pistola estándar 25 m |